# 耶焦拉內

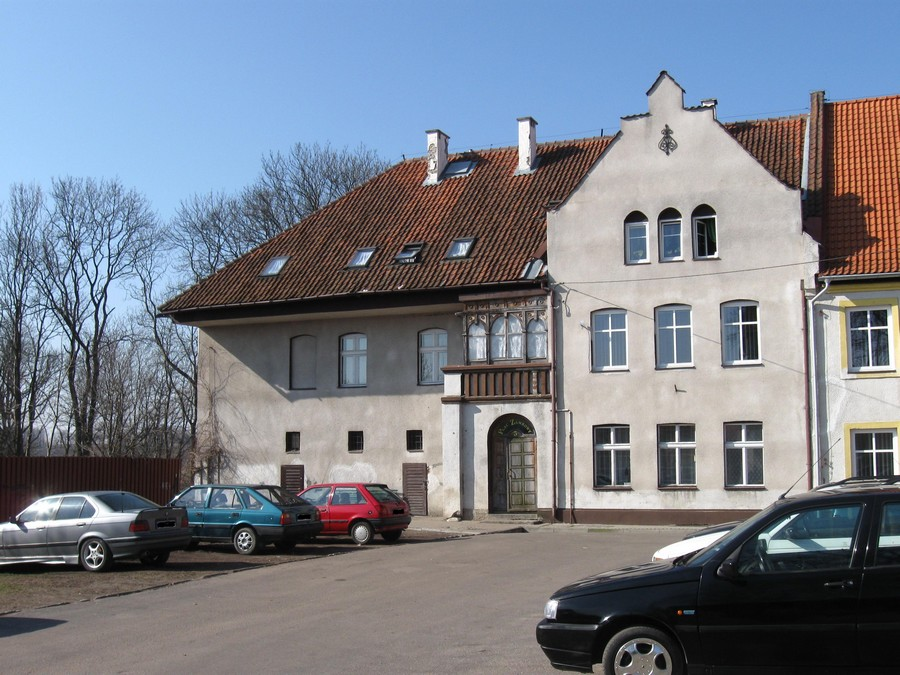

耶焦拉內是波蘭的城鎮，位於該國東北部，距離首府奧爾什丁33公里，由瓦爾米亞-馬祖里省負責管轄，面積3.41平方公里，該地區有多座湖泊，2006年人口3,376。
53°58.5′N 20°44.8′E / 53.9750°N 20.7467°E